# 金佛山老鹳草
金佛山老鹳草（学名：Geranium bockii）是牻牛儿苗科老鹳草属的植物，为中国的特有植物。分布于中国大陆的四川等地，生长于海拔2,200米的地区，多生在山地草甸、林缘或杂草山坡，目前尚未由人工引种栽培。

## 别名
掌裂老鹳草（四川植物志） 破骨风（金佛山）